# Calne
Calne – miasto i civil parish w Wielkiej Brytanii, w Anglii, w regionie South West England, w hrabstwie Wiltshire, w dystrykcie (unitary authority) Wiltshire. Leży 20,6 km od miasta Swindon i 133,3 km na zachód od Londynu. W 2001 roku miasto liczyło 13 789 mieszkańców. W 2011 roku civil parish liczyła 17 274 mieszkańców. Calne jest wspomniana w Domesday Book (1086) jako Calne/Caunalne.
W tym mieście ma swą siedzibę klub piłkarski - Calne Town F.C.

## Miasta partnerskie
- Eningen unter Achalm
- Charlieu